# Меньеле-Монтиньи (кантон)

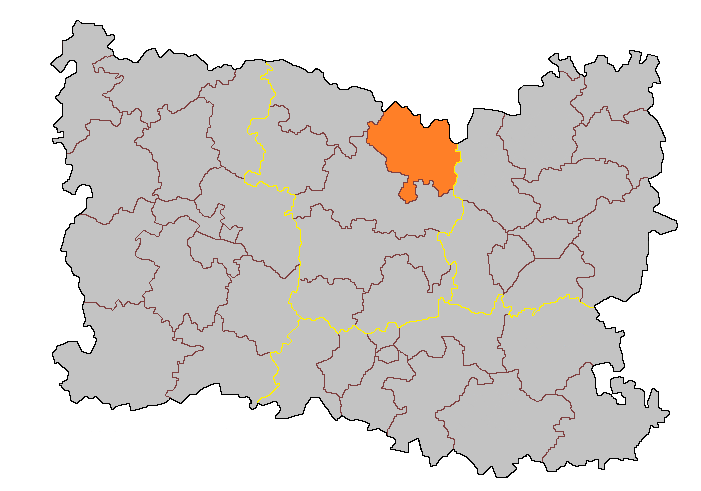
Кантон Меньеле-Монтиньи на карте департамента Уаза

Меньеле-Монтиньи (фр. Maignelay-Montigny) — упраздненный кантон во Франции, регион Пикардия, департамент Уаза. Входил в состав округа Клермон.
В состав кантона входили коммуны (население по данным Национального института статистики за 2010 г.):
- Вакмулен (296 чел.)
- Вель-Перенн (244 чел.)
- Годанвиллер (167 чел.)
- Домпьер (241 чел.)
- Домфрон (341 чел.)
- Кревкёр-ле-Пти (111 чел.)
- Куаврель (255 чел.)
- Курсель-Эпайель (193 чел.)
- Ле-Плуайрон (115 чел.)
- Ле-Фретуа-Во (226 чел.)
- Леглантье (556 чел.)
- Меневиллер (100 чел.)
- Меньеле-Монтиньи (2 631 чел.)
- Мери-ла-Батай (621 чел.)
- Монжерен (157 чел.)
- Руайокур (221 чел.)
- Сен-Мартен-о-Буа (291 чел.)
- Сен-Моренвиллер (273 чел.)
- Трико (1 433 чел.)
- Феррьер (486 чел.)

## Экономика
Структура занятости населения:
- сельское хозяйство — 9,1 %
- промышленность — 29,2 %
- строительство — 5,8 %
- торговля, транспорт и сфера услуг — 29,6 %
- государственные и муниципальные службы — 26,3 %

## Политика
На президентских выборах 2012 г. жители кантона отдали в 1-м туре Марин Ле Пен 32,7 % голосов против 26,9 % у Франсуа Олланда и 20,7 % у Николя Саркози, во 2-м туре в кантоне победил Олланд, получивший 51,4 % (2007 г. 1 тур: Саркози  — 27,6 %, Сеголен Руаяль — 24,2 %; 2 тур: Саркози — 53,1 %). На выборах в Национальное собрание в 2012 г. по 1-му избирательному округу департамента Уаза они поддержали действующего депутата, кандидата партии Союз за народное движение Оливье  Дассо, отдав ему 44,7 % голосов в 1-м туре и 58,8 % голосов - во 2-м туре.
|  | Кандидат      | Партия                    | % голосов |
|  | ------------- | ------------------------- | --------- |
|  | Патрис Фонтен | Союз за народное движение | 51,50     |
|  | Дени Флу      | Социалистическая партия   | 48,50     |